# Sapporo International Ski Marathon
Der Sapporo International Ski Marathon (japanisch 札幌国際スキーマラソン, Sapporo Kokusai Sukī Marason) ist der älteste und größte Volksskilanglauf Japans und wird am südlichen Rand von Sapporo, der fünftgrößten japanischen Stadt, ausgetragen. Er hatte sein Debüt im Jahr 1981, führt über Teile der Skimarathonstrecke der Olympischen Winterspiele von 1972 in Sapporo und gehört seit 1985 zu den aktuell zwanzig Läufen der Worldloppet-Serie. Teilnehmen können außer Leistungssportlern auch Amateurläufer aller Altersklassen. Der Skimarathon findet jährlich am zweiten Februar-Wochenende statt.

## Geschichte
Der erste Skimarathon in Sapporo fand am 8. März 1981 in klassischer Technik statt. Die Hauptlauf-Streckenlänge betrug 30 km, außerdem wurden kürzere Rennen über 20 km und 10 km veranstaltet.
Die Idee für das Rennen brachte eine Delegation von Sportorganisatoren der Ski Association of Japan aus Europa mit, sie hatte sich an den Holmenkollen-Spielen orientiert und Norwegen und Deutschland besucht, um Erfahrungen zur Organisation von winterlichen Massensportereignissen zu sammeln. Unter Einbeziehung von Wintersportorganisationen aus Sapporo und Hokkaidō entwickelte sich die Idee, um die für die Olympischen Winterspiele 1972 gebauten Sportanlagen weiter zu benutzen, einen Skilanglauf-Wettbewerb auf der früheren Loipe zu organisieren. Zur Organisation wurde das „Sapporo International Ski Marathon Organizing Committee“ gegründet, dem seit dem Jahr 2017 Soroku Ozawa als Präsident vorsteht.
Zum Auftakt des Sapporo-Skimarathons wurden alle Worldloppet-Sieger und -Siegerinnen der Saison 1980/1981 nach Japan eingeladen. Am ersten Wettkampf beteiligten sich so 114 Skisportler über 30 km. Im Folgejahr 1982 unterstützte der Skiweltverband FIS das Ereignis, womit erstmals ein Skilanglaufwettbewerb in Asien etabliert wurde. Die lange Distanz des Rennens wurde auf volle Marathonlänge von 42 km verändert, ab 1985 betrug die längste Distanz dann 50 km. Später änderten die Organisatoren die 20 km in 25 km und die 10 km in 5 km. Die freie Lauftechnik ersetzte nach und nach die klassische Lauftechnik, ab 1990 schließlich für den Hauptlauf über 50 km.
Als Strecke werden Schleifen mit vielen Anstiegen und Abfahrten in den bewaldeten Bergen südlich von Sapporo präpariert. Das Laufgebiet liegt im Nakajima Park Chuo-ku Sapporo Hokkaidō (das Sapporo Nakajima Athletic Center), die Strecke führt unter anderem über verschneite Golfplätze und Baseballfelder. Start und Ziel befanden sich ab 2002 am Sapporo Dome, zu Beginn der 2020er Jahre wurden sie zum 1990 gebauten Skilanglaufzentrum Shirahatayama Open Stadium (wo 2007 die Langlaufwettbewerbe der nordischen Skiweltmeisterschaften ausgetragen wurden) verlegt, um die Schneesicherheit zu erhöhen. Obwohl kein extremer Anstieg zu bewältigen ist, schätzen die Organisatoren und Teilnehmer die Strecke wegen ihres ständig wechselnden welligen Verlaufs als schwierig ein. Die maximale Höhendifferenz beträgt 187 m.
Die lange Strecke war seit der Erstauflage einmal zu laufen, beim Durchlaufen des Shirahatayama Open Stadium bei km 31,5 gab es den einzigen offiziellen Kontrollpunkt, den die Teilnehmer bis 4:30 Stunden passieren mussten. Bei Überschreitung dieses Limits mussten die Läufer dort ausscheiden und wurden mit einem Bus in den Sapporo Dome zurückgefahren. Seit Beginn der 2020er Jahre wird eine 25-km-Schleife mit Start und Ziel im Shirahatayama Open Stadium zweimal gelaufen.
Ein wachsendes Interesse von professionellen Wintersportlern und Amateurlangläufern aus aller Welt führte in den 1980er Jahren zu einer stetig steigenden Teilnehmerzahl, so dass der Teilnehmerrekord im Jahr 1987 mit 2048 Startenden am 50-km-Lauf erreicht wurde. Danach sank diese Zahl. Im Februar 2017 nahmen insgesamt noch 1904 Läufer an allen Wettkämpfen des 37. Skimarathons teil, im Jahr 2023 – nach der dreijährigen Pause aufgrund der COVID-19-Pandemie – waren es nur noch 770 insgesamt über alle Distanzen.
Um auch Kindern, Jugendlichen und Älteren die Teilnahme zu ermöglichen, finden im Zeitrahmen des Sapporo International Ski Marathons auch kurze Wettbewerbe auf 11 km, 5 km und 3 km statt.

## Siegertabellen

### Hauptlauf 50km
| Jahr | km                                          | Sieger                                      | Nationalität                                | Zeit (h)                                    | Siegerin                                    | Nationalität                                | Zeit (h)                                    |
| ---- | ------------------------------------------- | ------------------------------------------- | ------------------------------------------- | ------------------------------------------- | ------------------------------------------- | ------------------------------------------- | ------------------------------------------- |
| 2025 | 30                                          | Scott Patterson                             | Vereinigte Staaten                          | 1:25:10                                     | Caitlin Patterson -5-                       | Vereinigte Staaten                          | 1:35:12                                     |
| 2024 | 50                                          | Taiga Misaki                                | Japan                                       | 2:37:50                                     | Kazumi Yoneda -5-                           | Japan                                       | 3:00:43                                     |
| 2023 | 50                                          | Munefumi Kodama                             | Japan                                       | 2:19:04                                     | Masako Ishida                               | Japan                                       | 2:28:33                                     |
| 2022 | Rennen wegen der COVID-19-Pandemie abgesagt | Rennen wegen der COVID-19-Pandemie abgesagt | Rennen wegen der COVID-19-Pandemie abgesagt | Rennen wegen der COVID-19-Pandemie abgesagt | Rennen wegen der COVID-19-Pandemie abgesagt | Rennen wegen der COVID-19-Pandemie abgesagt | Rennen wegen der COVID-19-Pandemie abgesagt |
| 2021 | Rennen wegen der COVID-19-Pandemie abgesagt | Rennen wegen der COVID-19-Pandemie abgesagt | Rennen wegen der COVID-19-Pandemie abgesagt | Rennen wegen der COVID-19-Pandemie abgesagt | Rennen wegen der COVID-19-Pandemie abgesagt | Rennen wegen der COVID-19-Pandemie abgesagt | Rennen wegen der COVID-19-Pandemie abgesagt |
| 2020 | Rennen wegen der COVID-19-Pandemie abgesagt | Rennen wegen der COVID-19-Pandemie abgesagt | Rennen wegen der COVID-19-Pandemie abgesagt | Rennen wegen der COVID-19-Pandemie abgesagt | Rennen wegen der COVID-19-Pandemie abgesagt | Rennen wegen der COVID-19-Pandemie abgesagt | Rennen wegen der COVID-19-Pandemie abgesagt |
| 2019 | 50                                          | Keishin Yoshida                             | Japan                                       | 2:28:44                                     | Aya Mizuki                                  | Japan                                       | 2:48:18                                     |
| 2018 | 50                                          | Hiroyuki Miyazawa                           | Japan                                       | 2:29:38                                     | Yuki Kobayashi                              | Japan                                       | 2:44:14                                     |
| 2017 | 50                                          | Yuma Yoshida                                | Japan                                       | 2:29:26                                     | Sora Takizawa                               | Japan                                       | 2:50:28                                     |
| 2016 | 50                                          | Daisuke Narita -2-                          | Japan                                       | 2:30:23                                     | Kazumi Yoneda -4-                           | Japan                                       | 2:59:45                                     |
| 2015 | 50                                          | Daisuke Narita                              | Japan                                       | 2:30:23                                     | Kamila Borutova                             | Tschechien                                  | 2:53:10                                     |
| 2014 | 50                                          | Takashi Koyama                              | Japan                                       | 2:38:53                                     | Kazumi Yoneda -3-                           | Japan                                       | 3:18:03                                     |
| 2013 | 50                                          | Yuki Nakajima                               | Japan                                       | 2:26:01                                     | Kazumi Yoneda -2-                           | Japan                                       | 2:57:29                                     |
| 2012 | 50                                          | Hiroya Funamizu                             | Japan                                       | 2:32:51                                     | Lena Pichard                                | Schweiz                                     | 2:56:10                                     |
| 2011 | 50                                          | Hiroshi Yamada                              | Japan                                       | 2:21:33                                     | Midori Furusawa -3-                         | Japan                                       | 3:06:50                                     |
| 2010 | 50                                          | Seth Downs                                  | Vereinigte Staaten                          | 2:32:19                                     | Belinda Phillips                            | Australien                                  | 3:06:56                                     |
| 2009 | 50                                          | Tomio Kanamaru -2-                          | Japan                                       | 2:51:48                                     | Kazumi Yoneda                               | Japan                                       | 3:46:35                                     |
| 2008 | 50                                          | Takashi Shindo                              | Japan                                       | 2:26:22                                     | Midori Furusawa -2-                         | Japan                                       | 3:05:52                                     |
| 2007 | 50                                          | Takafumi Miyoshi                            | Japan                                       | 2:42:15                                     | Kanako Sato -2-                             | Japan                                       | 3:20:48                                     |
| 2006 | 50                                          | Tomio Kanamaru                              | Japan                                       | 2:21:22                                     | Kanako Sato                                 | Japan                                       | 3:22:25                                     |
| 2005 | 50                                          | Hiroyuki Imai                               | Japan                                       | 2:26:38                                     | T. Konovalenko                              | Russland                                    | 3:18:16                                     |
| 2004 | 50                                          | Satoshi Egawa -2-                           | Japan                                       | 2:29:55                                     | Kumi Hattori                                | Japan                                       | 3:20:14                                     |
| 2003 | 50                                          | Satoshi Egawa                               | Japan                                       | 2:24:58                                     | Miki Naruse                                 | Japan                                       | 3:11:25                                     |
| 2002 | 50                                          | Priit Kajari                                | Estland                                     | 2:33:34                                     | Mariko Matsuyama                            | Japan                                       | 4:34:16                                     |
| 2001 | 50                                          | Kennosuke Watanabe                          | Japan                                       | 2:34:25                                     | Juri Horinoue                               | Japan                                       | 3:02:23                                     |
| 2000 | 50                                          | Satoru Egawa -2-                            | Japan                                       | 2:39:24                                     | Kazuko Kono                                 | Japan                                       | 3:58:29                                     |
| 1999 | 50                                          | Satoru Egawa                                | Japan                                       | 2:33:28                                     | Yoshiko Fukuda                              | Japan                                       | 3:09:01                                     |
| 1998 | 50                                          | Christian Hoffmann                          | Österreich                                  | 2:35:58                                     | Chizuru Soneta                              | Japan                                       | 3:00:43                                     |
| 1997 | 50                                          | Hirofumi Watanabe -2-                       | Japan                                       | 2:30:04                                     | Midori Furusawa                             | Japan                                       | 2:49:18                                     |
| 1996 | 50                                          | Takashi Shindo                              | Japan                                       | 2:42:04                                     | Tamami Tanaka                               | Japan                                       | 3:12:46                                     |
| 1995 | 50                                          | Masaharu Yamazaki                           | Japan                                       | 2:40:20                                     | Naoko Yamamura                              | Japan                                       | 3:05:25                                     |
| 1994 | 50                                          | Sakae Murota                                | Japan                                       | 2:56:01                                     | Takako Ohata                                | Japan                                       | 3:33:52                                     |
| 1993 | 50                                          | Taniyuki Yuki                               | Japan                                       | 3:09:36:                                    | Kimie Kogawa -2-                            | Japan                                       | 3:40:56                                     |
| 1992 | 50                                          | Hirofumi Watanabe                           | Japan                                       | 2:39:27                                     | Kimie Kogawa                                | Japan                                       | 3:15:30                                     |
| 1991 | 50                                          | Anders Blomquist -2-                        | Schweden                                    | 2:29:09                                     | Mutsumi Ryuno                               | Japan                                       | 3:11:28                                     |
| 1990 | 50                                          | Markus Fähndrich                            | Schweiz                                     | 2:30:07                                     | Suzanne King                                | Vereinigte Staaten                          | 2:58:11                                     |
| 1989 | 50                                          | Konrad Hallenbarter -2-                     | Schweiz                                     | 2:27:26                                     | Yoshiko Mikami                              | Japan                                       | 2:54:32                                     |
| 1988 | 50                                          | Kazuhiro Yaegashi                           | Japan                                       | 2:29:06                                     | Natsuko Wada                                | Japan                                       | 3:17:17                                     |
| 1987 | 50                                          | Anders Blomquist                            | Schweden                                    | 2:21:09                                     | Mihoko Tsuchiya                             | Japan                                       | 2:42:28                                     |
| 1986 | 50                                          | Konrad Hallenbarter                         | Schweiz                                     | 2:29:19                                     | Joy Makpachuk                               | Kanada                                      | 3:13:02                                     |
| 1985 | 50                                          |                                             |                                             |                                             |                                             |                                             |                                             |
| 1984 | 42                                          |                                             |                                             |                                             |                                             |                                             |                                             |
| 1983 | 42                                          |                                             |                                             |                                             |                                             |                                             |                                             |
| 1982 | 42                                          |                                             |                                             |                                             | Monique Waterreus                           | Kanada                                      | [ 7 ]                                       |
| 1981 | 30                                          |                                             |                                             |                                             |                                             |                                             |                                             |

Quellen: 

### Kurzer Lauf 25km
Es werden hier nur die letzten 10 Jahre aufgeführt, da der 25-km-Lauf eine begrenzte Relevanz besitzt. Teilnehmerzahl und internationale Besetzung sind in der Regel gering, so starteten 2023 nur 52 Frauen, davon 9 nichtjapanischer Nationalität, und 225 Männer, davon nur 6 ausländischer Nationalität. In manchen Jahren waren deutlich weniger als 10 Teilnehmerinnen angemeldet (2002 sogar keine), die Siegerzeiten weisen dementsprechend mit Durchschnittsgeschwindigkeiten z. T. unter 15 km/h ein eher regionales als internationales Niveau auf.
| Jahr | km                                          | Sieger                                      | Nationalität                                | Zeit (h)                                    | Siegerin                                    | Nationalität                                | Zeit (h)                                    |
| ---- | ------------------------------------------- | ------------------------------------------- | ------------------------------------------- | ------------------------------------------- | ------------------------------------------- | ------------------------------------------- | ------------------------------------------- |
| 2025 | 20                                          | Taiga Misaki                                | Japan                                       | 0:54:54                                     | Arai Asami                                  | Japan                                       | 1:13:02                                     |
| 2024 | 25                                          | Tetsuya Nakajima                            | Japan                                       | 1:14:04                                     | Akemi Furuya                                | Japan                                       | 1:33:06                                     |
| 2023 | 25                                          | Yuhei Fujita                                | Japan                                       | 1:10:11                                     | Naoko Azegami                               | Japan                                       | 1:30:21                                     |
| 2022 | Rennen wegen der COVID-19-Pandemie abgesagt | Rennen wegen der COVID-19-Pandemie abgesagt | Rennen wegen der COVID-19-Pandemie abgesagt | Rennen wegen der COVID-19-Pandemie abgesagt | Rennen wegen der COVID-19-Pandemie abgesagt | Rennen wegen der COVID-19-Pandemie abgesagt | Rennen wegen der COVID-19-Pandemie abgesagt |
| 2021 | Rennen wegen der COVID-19-Pandemie abgesagt | Rennen wegen der COVID-19-Pandemie abgesagt | Rennen wegen der COVID-19-Pandemie abgesagt | Rennen wegen der COVID-19-Pandemie abgesagt | Rennen wegen der COVID-19-Pandemie abgesagt | Rennen wegen der COVID-19-Pandemie abgesagt | Rennen wegen der COVID-19-Pandemie abgesagt |
| 2020 | Rennen wegen der COVID-19-Pandemie abgesagt | Rennen wegen der COVID-19-Pandemie abgesagt | Rennen wegen der COVID-19-Pandemie abgesagt | Rennen wegen der COVID-19-Pandemie abgesagt | Rennen wegen der COVID-19-Pandemie abgesagt | Rennen wegen der COVID-19-Pandemie abgesagt | Rennen wegen der COVID-19-Pandemie abgesagt |
| 2019 | 25                                          | Yuma Yoshida                                | Japan                                       | 1:10:15                                     | Chinatsu Takeda                             | Japan                                       | 1:25:22                                     |
| 2018 | 25                                          | Munefumi Kodama                             | Japan                                       | 1:15:02                                     | Shoko Ishii                                 | Japan                                       | 1:29:29                                     |
| 2017 | 25                                          | Haruki Shibata                              | Japan                                       | 1:15:33                                     | Ikumi Hattori                               | Japan                                       | 1:42:04                                     |
| 2016 | 25                                          | Yuki Nakajima                               | Japan                                       | 1:10:00                                     | Megumi Daimaru                              | Japan                                       | 1:27:50                                     |

Quellen: 
Die jeweils 10 Bestplatzierten erhalten Medaillen (Platz 1 bis 3) und Preise, die von Sponsoren stammen. Alle das Ziel erreichenden Teilnehmer erhalten eine Urkunde.